# Socorro de Génova
El socorro de Génova aconteció entre el 28 de marzo y el 24 de abril de 1625, durante la guerra de los Treinta Años. Fue una importante expedición naval emprendida por España en ayuda de Génova, ocupada por entonces por el ejército francés y cuya capital homónima estaba siendo sitiada por una fuerza franco-saboyana de treinta mil infantes y tres mil jinetes.
El duque de Saboya ocupó la república —tradicional aliada de España— en 1625 al frente de un ejército francés y cercó la capital. El gobierno genovés sabía que la invasión contaba con la colaboración holandesa porque el gobierno de los Países Bajos deseaba con ello debilitar a este centro financiero del rey de España.
La flota española, al mando del general Álvaro de Bazán, marqués de Santa Cruz, acudió en auxilio de la ciudad y rompió el cerco al que estaba sometida. Seguidamente las fuerzas genovesas y españolas emprendieron una contraofensiva contra los invasores franceses y saboyanos. Estos hubieron de evacuar Liguria. Las tropas españolas invadieron luego el Piamonte y aseguraron el denominado «Camino Español». La invasión de Génova y la Valtelina planeada por Richelieu acabó en derrota francesa.

## Antecedentes
En el norte de Italia, Felipe IV de España había continuado con los esfuerzos de su difunto padre por defender a los católicos de los valles de la Valtelina contra los protestantes grisones. En 1622 Richelieu había creado una liga antiespañola con Venecia y Saboya. Con su ascenso en el Gobierno francés, la política francesa dio un giro.
Los franceses afirmaron que la liga con Saboya los obligaba a acudir en ayuda del duque, que por entonces atacaba Génova, acometiendo a los españoles —aliados de los genoveses— en la Valtelina. Con el pretexto de que las tropas papales que ocupaban el valle no se habían retirado como se había acordado, fuerzas francesas y suizas se apoderaron de él y de los fuertes que lo jalonaban —erigidos por el gobernador del Milanesado— en el otoño de 1624. España reaccionó coaligándose con el gran duque de Toscana, los duques de Módena y Parma y las repúblicas de Génova y Lucca, para contraatacar.

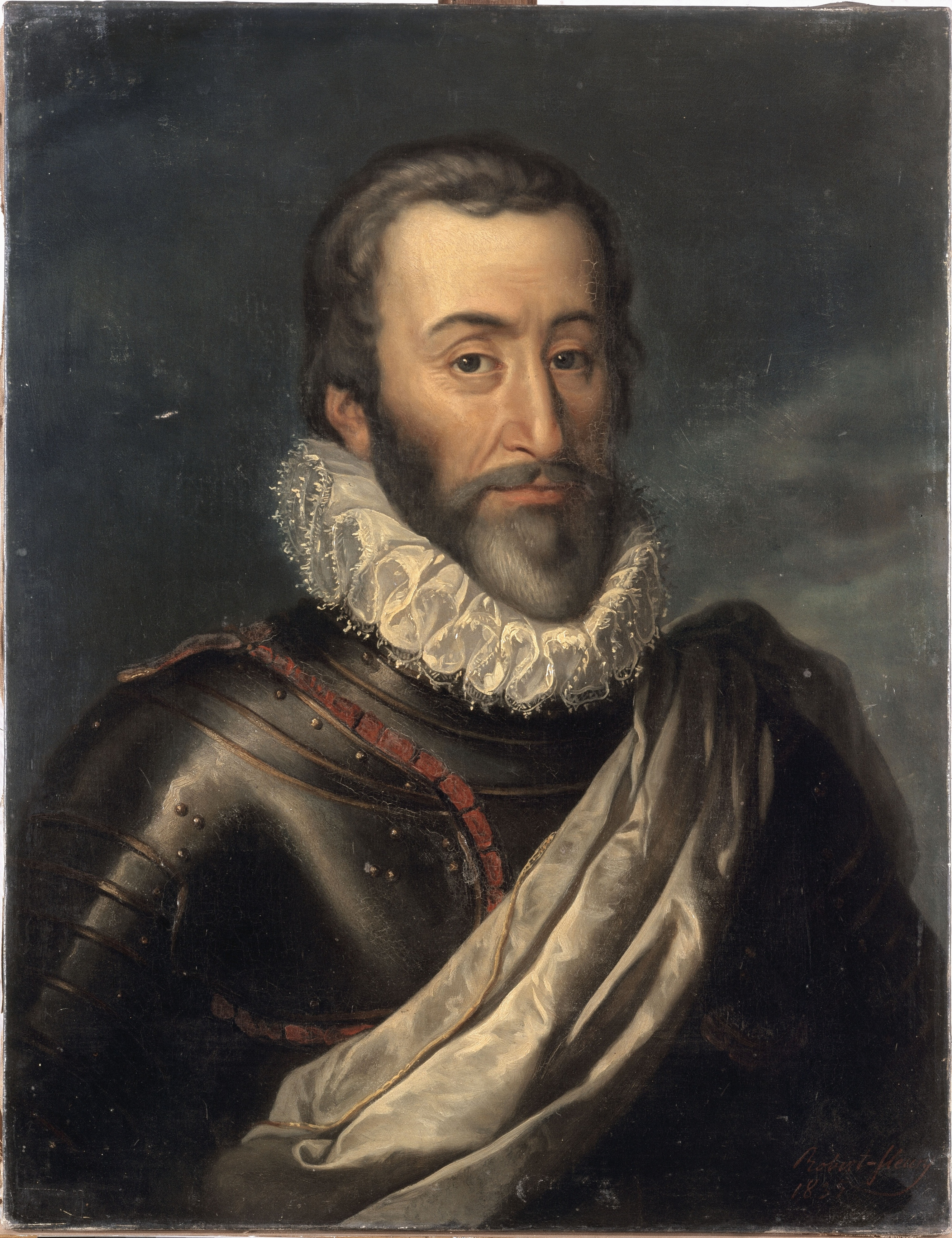
François de Bonne, duque de Lesdiguieres, jefe del ejército francés.

Los mariscales franceses François de Bonne, duque de Lesdiguières, y Charles de Blanchefort, marqués de Créquy, se unieron al duque de Saboya en 1625 e invadieron las tierras de la república de Génova. El ataque pretendía cortar el Camino Español por el sur y al mismo tiempo eliminar de la contienda la fuente de financiación hispánica que era Génova.
La coyuntura favorecía en apariencia a los invasores: la hostilidad protestante a los Habsburgo dio lugar a las negociaciones de Londres, en las que participó Francia. Richelieu esperaba que británicos y holandeses enviarían escuadras para unirse a la francesa en el bloqueo de las comunicaciones entre la península ibérica y Génova, al tiempo que Venecia atacaba a su vez el Milanesado.
François Annibal d'Estrées, duque de Estrées, cruzó territorio suizo protestante al frente de tres mil soldados para sumarse a un número similar de recios reclutados con dinero francés. Luego llegaron más tropas y dinero a Saboya, donde se formó un ejército de treinta mil soldados —un tercio franceses— que marchó contra Génova en febrero del 1625. La acometida sorprendió a la república, que fue casi toda ella ocupada por los invasores. La escuadra francesa apresó además a cuatro mil soldados enviados desde España en su auxilio en marzo.
El cardenal Richelieu indicó por entonces:

Huelga decir que España, tan apretada como la tenemos, podría penetrar con sus fuerzas en Francia, bien desde el propio reino [de España] o bien desde Flandes. Es fácil prevenir la invasión desde España con escasas fuerzas merced a la disposición del terreno.

 
El duque de Estrées ocupó velozmente la Valtelina ya que las guarniciones pontificias no se resistieron, salvo en Riva y Chiavenna. El complejo plan de Richelieu empezó entonces a descarrilar.La ocupación de la Valtelina enfrentó a Francia al papado, en principio francófilo, y escandalizó a los ultracatólicos. Gómez Suárez de Figueroa, duque de Feria, envió seis mil soldados al mando del maestre de campo Tommaso Caracciolo, conde de Roccarainola, para reforzar la ciudad de Génova, que seguía resistiendo el cerco franco-saboyano. Venecia no intervino, al igual que Gran Bretaña y los Países Bajos, lo que permitió a España romper el bloqueo naval francés y socorrer Génova en agosto.
El dogo genovés Alessandro Giustiniani escribió:

Ahora nuestra república y su libertad se basan en su fortuna y en la protección de España, y debemos tener esperanza en la fuerza de las armas de este monarca [el español].

 
Francia también concedió subsidios a la República holandesa y financió el asedio de Mansfeld.

## Amenaza francesa
El número de galeras genovesas pasó de ocho a diez, y un ejército de once mil hombres, tanto genoveses como mercenarios alemanes, defendía las murallas de la ciudad. Los invasores llegaron ante ella en febrero y empezaron a ocupar la costa occidental. Atacaron la capital genovesa en marzo, mientras la flota francesa estorbaba las comunicaciones con España y apresaba tres naves genovesas que transportaban casi seiscientos cincuenta mil reales de a ocho.

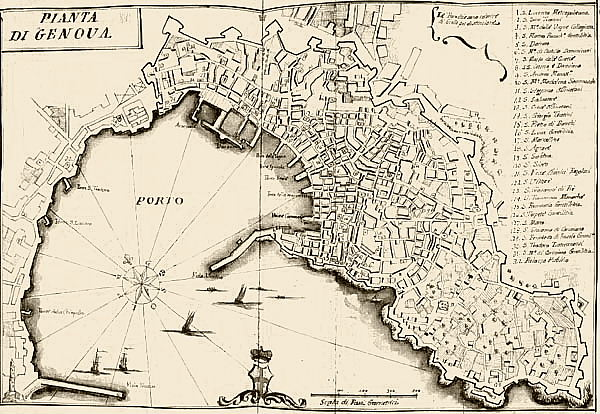
Mapa de Génova impreso por Francesco Maria Accinelli en el siglo.

La importancia estratégica de la ciudad y del puerto para el sistema militar español aseguraba que la ofensiva suscitaría el socorro español, pero no dejaba de plantear dificultades militares a Francia, como sucedía también con la Valtelina. Primordialmente, la superioridad naval española impedía un bloqueo eficaz de la ciudad por mar y reducía las posibilidades de conquistarla mediante un asedio dilatado. Por añadidura, la agresión a un estado italiano, incluso si en este caso era un aliado firme de España, era difícil de conciliar con el supuesto deseo francés de liberar la península del yugo de los Habsburgo; otros estados de la zona, como Mantua, Módena, Parma e incluso Venecia, normalmente coligada con Francia, vieron con malos ojos la intervención militar francesa y rehusaron unirse al ejército franco-saboyano.
Pese a estos peligros, el duque de Lesdigueres, condestable de Francia, se encaminó al sur por el Piamonte para bloquear Génova con un ejército de veintitrés mil soldados, un tercio de los cuales era francés. Richelieu trató al principio de presentar la situación militar al rey como favorable. El optimismo de Richelieu, sin embargo, no lograba ocultar la preocupación por que España contraatacase desde Flandes o desde la península ibérica.
Génova otorgó el mando de su ejército a Carlo Doria, duque de Tursi, y a su maestro de campo Giovanni Gerolamo Doria, mientras que el marqués de Santa Cruz recibía la orden de socorrer la ciudad. Cuatro mil infantes, dos mil de ellos veteranos de los tercios viejos del Ejército de Flandes, embarcaron en Nápoles con rumbo al norte. Santa Cruz alcanzó Génova, donde fue recibido con alborozo por los ciudadanos, cuyo ánimo había empezado a desfallecer. La tenacidad y experiencia de los tercios del duque de Feria consiguieron que al poco el enemigo emprendiese la retirada, acosado por dos flancos y en mala posición. Los franco-saboyanos se retiraron un mes después y el ejército español pudo entrar en la ciudad, tan importante para la economía de la Monarquía hispánica. Santa Cruz también contraatacó en el mar, destruyendo tres navíos franceses en las islas de Hyères.

## Teatro piamontés

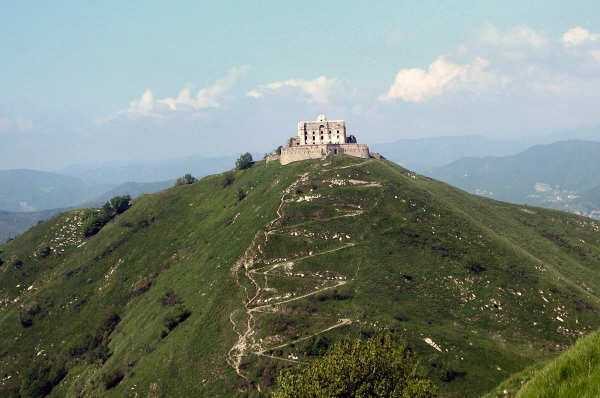
Diamante, fortaleza genovesa de traza italiana.

Richelieu llegó a Turín el 1 de febrero de 1625, y ante las murallas de Asti el 4 de marzo. Lesiguières tomó por asalto Capriata, Novi y Rossiglione, pero luego frenó su avance: conquistó Voltaggio y sitió Gavi, pese a que el duque de Saboya desaconsejó esta operación. Gavi se rindió el 22 de abril, pero para entonces ya era demasiado tarde para tomar Génova. Un ejército imperial se preparaba en el Tirol para intervenir en la Valtelina y otro español al mando del duque de Feria se aprestaba a acudir en auxilio de Génova. Este se apoderó de Acqui, marchó seguidamente contra Casale y recuperó Gavi y Novi, mientras que Lesdiguieres se replegaba al Piamonte. El duque de Saboya y el marqués de Créquy, sustituto de Lesdiguieres, que había vuelto al Delfinado, atrincheraron su ejército en Verrua. Detuvieron la ofensiva del duque de Feria el 5 de agosto de 1625, que levantó el sitio de Verrua; por su parte, los franceses llevaron sus tropas de vuelta al Delfinado. Feria rescató a los gobernadores genoveses refugiados tras las murallas de Savona. La invasión franco-saboyana resultó un fracaso: el paseo militar del duque de Saboya y del marqués de Créquy se transformó en reñida lucha en los Apeninos genoveses con las milicias genovesas apoyadas por unidades españolas venidas del Milanesado. Los invasores hubieron de replegarse: cruzaron los Alpes en noviembre.

## Reconquista de la Riviera francesa

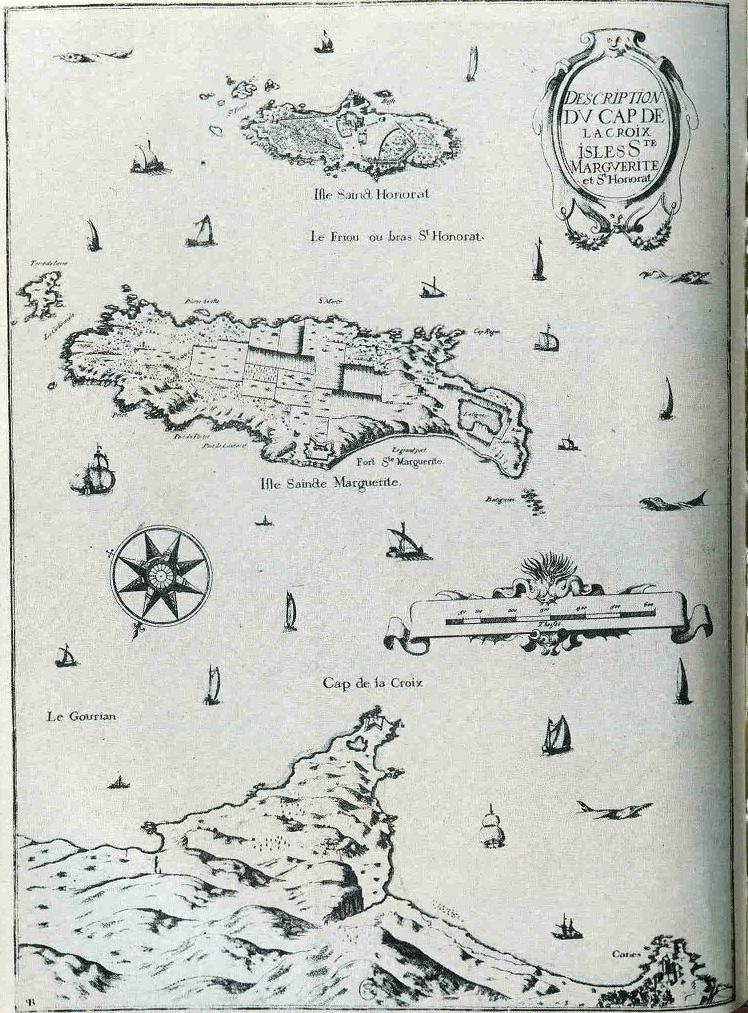
Mapa de las Islas Lérins, hacia 1630.

Los genoveses aceptaron someter sus tropas al mando del conde de Roccarainola, como propuso la Corona española. Galeazzo Giustiani apresó con cuatro galeras de la república a la capitana saboyana, al tiempo que mejoraba la suerte de las armas de la república. Los genoveses, sin embargo, pronto se disgustaron con el mando español de las operaciones: deseaban recobrar cuanto antes sus territorios, pero Santa Cruz, que tenía ya setenta galeras en el puerto, rehusaba dejar la ciudad.
La reconquista la llevaron a cabo finalmente cuarenta galeras que mandaron conjuntamente el general genovés Emmanuele Garbarino, el almirante español Santa Cruz y el duque de Tursi. Génova había recuperado en octubre todas las tierras ocupadas por el enemigo salvo el castillo de La Penna y se había apoderado además de Oneglia, Ormea y Borgomaro.
Santa Cruz expugnó las fortalezas de Albenga, Porto Maurizio, Ventimiglia, Casanova, Triora, San Remo, Camporosso y se adueñó en septiembre de 1635 de los islotes de las islas Lérins, Santa Margarita y Saint-Honorat. Los españoles las conservaron hasta el 12 y 13 de mayo de 1637, cuando las recuperó el almirante francés Philippe de Poincy.

## Consecuencias
El socorro de Génova duró un mes, pero la ayuda española había sido rápida y eficaz. La salvación genovesa en un momento de apuro extremo, la continua llegada de los envíos de plata, incluso en galeras españolas, y la decidida actuación de Doria y los demás asentistas de galeras parecían demostrar la conveniencia de la posición de los que, como el dogo Alessandro Giustiani en 1613, favorecían la liga con España y los vínculos entre la nobleza genovesa y Felipe IV.
Sin embargo, no todo fue según los deseos de la república. En el apogeo de la campaña contra Saboya, Francia y España pactaron una tregua de seis meses en octubre de 1625 sin consultar con sus aliados; los firmantes impusieron el cese de hostilidades a Génova y Saboya.

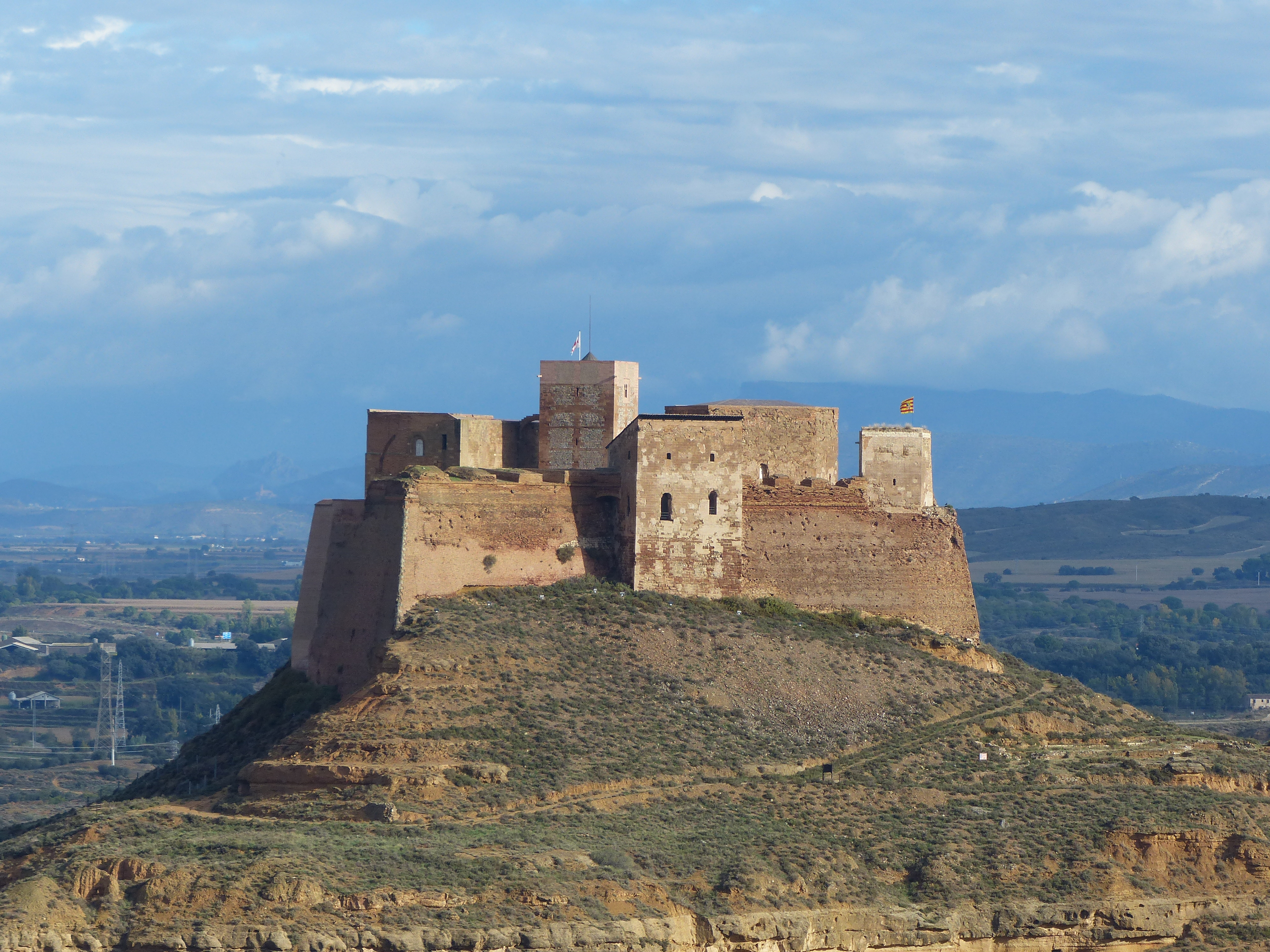
El castillo de Monzón.

Santa Cruz propuso algunos cambios en la alianza entre España y Génova a comienzos de 1626, en un momento en el que Saboya se rearmaba y los genoveses temían volver a sufrir la acometida franco-saboyana. Los acontecimientos del año anterior habían predispuesto a los genoveses favorablemente y aceptaron un pacto de defensa mutua y el reclutamiento de catorce mil infantes y mil quinientos jinetes, cuyo mantenimiento sufragaría la Corona española. Además, la república accedió a adelantar setenta mil escudos al gobernador de Milán. Por su parte, Felipe IV se comprometió a atacar Saboya desde el Milanesado si esta agredía a la república. Génova prometía hacer lo propio si el atacado era el Milanesado.

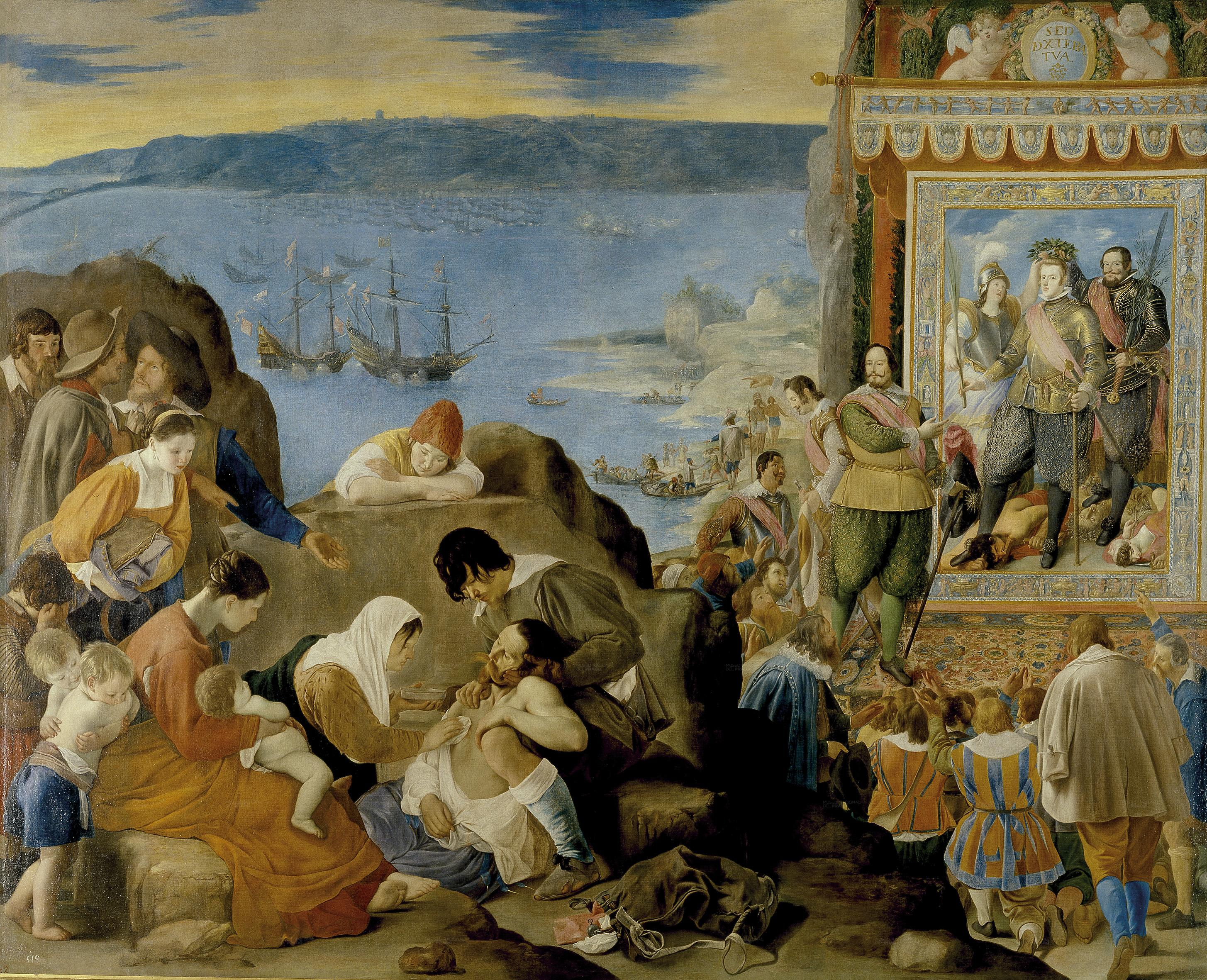
La Recuperación de Bahía de Todos los Santos, por fray Juan Bautista Maíno, Museo del Prado.

Francia y España firmaron el Tratado de Monzón en marzo del 1626, que incluía el cese de hostilidades entre el duque de Saboya y la República de Génova. El tratado del 5 de marzo de 1626 restauraba fundamentalmente la situación anterior a 1618, aunque con algunos cambios notables. Se evacuaba la Valtelina, que se definía explícitamente como católica, si bien no se aclaraba quién podría atravesarla. Tropas papales sustituyeron a las francesas en los fuertes del valle, aunque se pactó que estos fuesen desmantelados.
Lo acordado en Monzón supuso un serio revés para Richelieu, que culpó de las estipulaciones a su representante y se fingió enfermo para no tener que dar audiencia al enfurecido embajador saboyano. Saboya se sintió abandonada, tuvo que pactar por su parte con el enemigo, trató de coligarse con España, maquinó contra Richelieu con la colaboración de los descontentos franceses y puede incluso que participase en la conjura de Chalais de 1626 en la que se intentó asesinar al cardenal. El valle de la Valtelina volvió a manos del papa, cuyas fuerzas dejaban paso libre a los españoles. Los ejércitos de España obtuvieron una serie de importantes victorias: recuperaron Bahía (Brasil) y Breda (Flandes) de manos de los holandeses en la primavera boreal de 1625, defendieron San Juan y rechazaron el ataque inglés a Cádiz en otoño.